# Hertogdom Berg
Het hertogdom Berg was een hertogdom binnen het Heilige Roomse Rijk, dat tot de Nederrijns-Westfaalse Kreits behoorde.

## Geografie
Het hertogdom Berg was gelegen op de rechteroever van de Rijn tussen het prinsbisdom Münster, het sticht Essen, het graafschap Mark, het hertogdom Westfalen, het keurvorstendom Keulen, het vorstendom Meurs en het hertogdom Kleef.

## Geschiedenis van de heerschappij
In de "Chronica comitum de Marka" van Levold von Northof (volledig in 1358), gebaseerd op een mondelinge familieoverlevering, wordt een redelijk betrouwbaar beeld van het huis Berg neergezet.

### Graafschap
Het graafschap ontstond in 1101 toen Adolf van keizer Hendrik IV de titel graaf verkreeg. In 1068 had deze Adolf zich "van Berge" (een titel ook gevoerd door de heren van Siegburg), vernoemd naar de stamburcht Berge aan de Dühn (Altenberg bij Odenthal). De familie bezat veel goederen tussen de rivieren Sieg en Lippe. Rond 1080 werden er munten geslagen met de inscriptie: "ADOLPHUS COMES DE MONTE". Omstreeks 1100 werden er veel goederen verworven uit de erfenis van de graven van Werle. In 1106 stierf Adolf I. Zijn zoon volgde hem van 1115 tot 1160 op als Adolf II van Berg. Adolf II bouwde een nieuwe burcht aan de rivier de Wupper bij Solingen, Slot Burg. De oude stamburcht droeg de naam "Burg Berge"
Na de dood van Adolf III in 1218, en nadien in 1225 van zijn broer Engelbert II van Berg, tevens aartsbisschop van het Keurvorstendom Keulen, ging het graafschap over op Hendrik IV, hertog van Limburg, door het huwelijk met Irmgard van Berg, de dochter van Adolf III. 
Adolf V van Berg poogde na de dood van zijn nicht Irmgard van Limburg (getrouwd met graaf Reinoud I van Gelre) in 1283 aanspraak te maken op het hertogdom Limburg. Uiteindelijk verkocht hij zijn rechten aan hertog Jan I van Brabant.  De Limburgse Successieoorlog eindigde in 1288 met slag bij Woeringen. De graaf van Berg ontving voor zijn deelname aan de gewonnen strijd tegen het leger van bisschop Siegfried van Westerburg het dorpje Düsseldorf, gelegen aan de monding waar het riviertje de Düssel in de Rijn stroomt, met handel, munt en marktrechten. In 1348 stierf het huis Limburg uit met Adolf VI.
Na het uitsterven van het huis Limburg ging het graafschap over op het huis Gulik. De erfgename, Adolfs nicht Margaretha van Gulik, was gehuwd met Gerard van Gulik, een jongere broer van hertog Willem II van Gulik, die hierdoor de graafschappen Berg en graafschap Ravensberg verwierf. In 1355 werd Hardenberg verworven en in 1359 Solingen. Gerard werd in 1361 als graaf opgevolgd door Willem II, de zoon van Gerard en Margaretha. Op 24 mei 1380 werd hij tot hertog van Berg verheven.

### Hertogdom
Na de verheffing tot hertog werd hij in 1408 opgevolgd door zijn zoon Adolf. Deze nam in 1420, samen met Adolf van Kleef en Eberhard van Limburg de burcht Elberfeld in die in 1366 aan een ridder in leen was gegeven. Ze gaven het gebied met de burcht in pand aan Van Kleef die Adolf daar 2.000 gulden voor betaalde. Na enige feodale en militaire verwikkelingen bleef Elberfeld langere tijd in handen van het hertogdom, tot het stadsrechten werd gegeven. De stad Elberfeld groeide in de eeuwen daarna uit tot een internationaal industrie- en handelscentrum en bracht veel welvaart, maar daarvan konden de hertogen van Berg alleen zijdelings profiteren. Na overlijden van Adolf in 1437 kwamen Berg en Ravensberg toe aan Gerard, de zoon van Willem van Ravensberg, waardoor alzo de hertogdommen Gulik en Berg alsmede het graafschap Ravensberg in één hand kwamen. In 1511 stierf het huis uit met Willem III.
Na de dood van Willem III van Gulik ging het hertogdom Berg over op het huis Kleef. Dit kwam omdat Maria van Gulik, dochter van Willem III, was gehuwd met Johan III, hertog van Kleef en graaf van Mark. Hierdoor werden er nu vijf vorstendommen verenigd: de hertogdommen Gulik-Kleef-Berg en de graafschappen Mark en Ravensberg. Een huwelijk met hun dochter Anna van Kleef was dan ook voor koning Hendrik VIII van Engeland van politiek belang.

#### De Gulik-Kleefse successieoorlog
Deze successiestrijd speelde zich af aan de vooravond van de Dertigjarige Oorlog. Religieuze componenten speelden hierbij een belangrijke rol. In 1614 werd met het verdrag van Xanten een oorlog voorkomen. Het hertogdom Kleef en de graafschappen Mark en Ravensberg kwamen aan de keurvorst van Brandenburg en de hertogdommen Berg en Gulik aan de paltsgraaf van Palts-Neuburg. De laatste was tijdig katholiek geworden om steun te krijgen tegen de protestantse keurvorst van Brandenburg

#### Na de successieoorlog en band met de Palts
Omdat Berg en Gulik veel belangrijker waren dan het staatje Palts-Neuburg in het huidige Beieren resideerden de hertogen in Düsseldorf. Dit werd anders toen de paltsgraaf in 1685 ook vorst van de Keur-Palts werd na het uitsterven van de tak Palts-Simmern. Het keurvorstendom was belangrijker dan het hertogdom en de hertog vertrok naar Heidelberg. Berg werd een nevenland.
Toen de tak van de hertogen van Beieren in 1777 uitstierf werden de keurvorstdendommen Palts en Beieren verenigd. De residentie verhuisde toen naar München. Op grond van een verdrag van 30 november 1803 regeerde Willem van Palts-Birkenfeld-Gelnhausen als een soort erfelijk stadhouder in Düsseldorf. Op 15 maart 1806 stond Beieren het hertogdom Berg af aan Frankrijk.

### Berge na 1806
Op 30-3-1806 stond Napoleon de hertogdommen Berge en Kleef bij decreet af aan zijn zwager Joachim Murat die de titel ging voeren van hertog van Kleef en hertog van Berge. Door de Rijnbondsacte van 12 juli 1806 werd dit de kern van het nieuwe groothertogdom Berg. Na de Napoleontische nederlagen wees het Congres van Wenen het gebied in 1815 toe aan het koninkrijk Pruisen.

## Wapen van het hertogdom
Het stamwapen van Berg was een schild van zilver beladen met een gekroonde klimmende leeuw van keel. Door het verwerven van titels en met het overgaan van het graafschap en hertogdom in verschillende huizen veranderde ook het wapen. Het verwerven van het graafschap Gulik werd verbeeld een veld met een zilveren schild met een leeuw van sabel voor Gulik en een veld met een zilveren schild beladen met drie rode en vier zilveren kepers voor Ravensburg bij. Bij het overgaan op het huis Kleef kwam er een veld met een kelen schild met daarop een zilveren hartschild met daarop een zilveren hartschild omzoomd met pijlen voor Kleef en een veld met gouden schild, met een gequadrateerde dwarsbalk met zilveren en witte blokken voor Mark bij. Bij het overgaan op het huis Limburg kwam er een veld met een azuren schild met daarop een limmende leeuw voor Limburg bij. Na het verdwijnen van het huis Limburg verdween deze leeuw weer en werd het vorige wapen aangehouden alleen waren de leeuwen van Berg en Gulik van plaats verwisseld en was de leeuw van Gulik van links naar rechts kijkend veranderd

graafschap, sinds 1380 hertogdom Berg
wapen van 1360 tot 1521
wapen van 1521 tot 1539
wapen van 1539 tot 1543
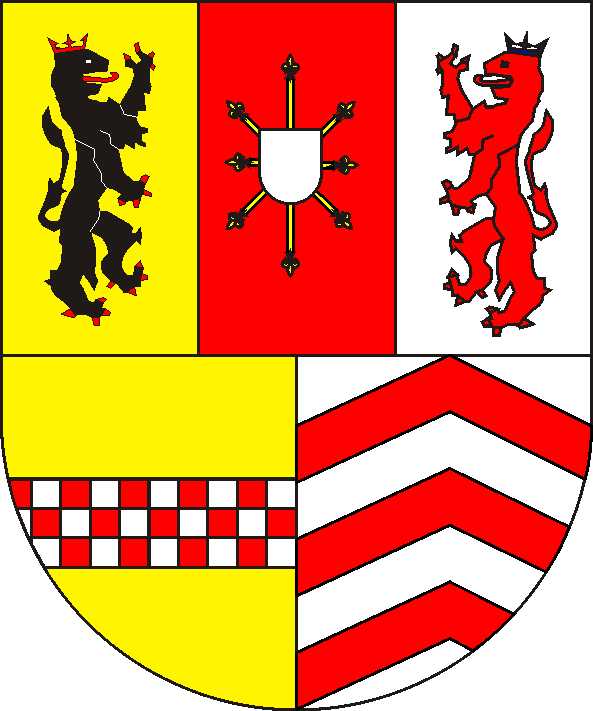
wapen van 1543 tot 1609

## Het gebied van het hertogdom
Het hertogdom bestond uit de volgende ambten:
1. Angermund
2. Barmen en Beyenburg
3. Blankenberg
4. Bornefeld en Hückeswagen
5. Burg
6. Düsseldorf
7. Elberfeld
8. Landsberg
9. Löwenburg
10. Lülsdorf
11. Mettmann
12. Miselohe
13. Monheim
14. Porz
15. Solingen
16. Steinbach
17. Windeck

- de steden Düsseldorf, Lennep, Ratingen, Wipperfürth (de vier hoofdsteden), Rade vor dem Wald, Solingen, Gerresheim, Blankenberg en Elberfeld
- de vrije heerlijkheden Hardenberg en Bruck
- de heerlijkheid Schöller